# Barrage Gamgoum
Le barrage Gamgoum (arabe : سد قمقوم) est un barrage tunisien situé à environ cinq kilomètres au sud-est du cap Serrat.
L'apport annuel moyen est de 9 millions de mètres cubes, pour un bassin versant de 36,0 km2. D'une hauteur de 41 m pour une longueur de 520 m, le barrage est capable de retenir 18,3 millions de mètres cubes,.
Le barrage est équipé d'un évacuateur de crues de surface à seuil libre, situé en rive droite, d'un débit maximal de 282 m3/s.